# انجمن قلم آمریکا
انجمن قلم آمریکا (پن) (به انگلیسی: PEN American Center) در سال ۱۹۲۲ (میلادی) تأسیس گردید و در شهر نیویورک مستقر است، هدف خود را دفاع از آزادی بیان، پیشرفت ادبیات و حمایت از جوایز ادبی بین‌المللی اعلام کرده‌است. از سال ۲۰۱۶، نام به قلم آمریکا کوتاهتر شد. قلم آمریکا عضویت بیش از ۴٬۴۰۰ نویسندگان، سردبیران و مترجمان دارد. قلم آمریکا بزرگ‌ترین انجمن از میان ۱۴۹ مرکز در ۱۰۱ کشور متعلق به انجمن جهانی قلم است، انجمن جهانی نویسندگان است که از کسانی که مورد آزار و اذیت قرار می‌گیرند، برای دیدگاه‌هایشان به زندان می‌افتند و کشته می‌شوند حمایت می‌کند.

## تاریخچه
انجمن قلم آمریکا در ۱۹ آوریل ۱۹۲۲ در شهر نیویورک تشکیل شد و در میان اعضای اولیه خود نویسندگانی مانند ویلا کاتر، یوجین اونیل، رابرت فراست، الن گلاسکو، ادوین آرلینگتون رابینسون و رابرت بنچلی را شامل شد. بوث تارکینگتون به عنوان اولین رئیس سازمان خدمت کرد.

## جنجال بر سر جنگ در غزه
تعدادی از نویسندگان به دلیل نارضایتی از موضع سازمان در مورد جنگ غزه، درخواست کرده اند که نام آنها از انجمن حذف شود. از جمله این افراد کامونه فلیکس نامزد جایزه جین استاین، یوجنیا لی نامزد نهایی رشته شعر و غسان زین الدین نامزد رشته داستان کوتاه. در نامه سرگشاده‌ای که نائومی کلاین و لوری مور و تونی کوشنر و ده‌ها نفر دیگر از امضا کنندگان آن بودند، امضاکنندگان از «پن» برای بسیج نکردن «هیچ حمایت هماهنگ اساسی» از مردم فلسطینی و پافشاری نکردن بر ماموریت خود که «رد کردن همه نفرت‌ها و حمایت از آرمان‌های بشری برای زندگی در صلح و برابری» است، انتقاد کردند. کوشنر در مصاحبه با هاآرتص گفت که حمله اسرائیل به غزه «از نظر من مانند پاکسازی قومی است». او افزود که تاریخ رنج یهودیان نباید "به عنوان بهانه ای برای پروژه غیرانسانی یا سلاخی مردم دیگر" استفاده شود.